# Свети Никола (Касандра)
Свети Никола (грч. Άγιος Νικόλαος, Ајос Николаос) је приморско насељено место у општини Касандра у периферији Средишња Македонија, Грчка. Према попису из 2021. године било је 3 становника.
Насеље је подигнуто седамдесетих година 20. века и први пут се помиње на попису из 1981. године без становника.